# David Bakhtiari
David Afrisiab Bakhtiari (Burlingame, 30 settembre 1991) è un giocatore di football americano statunitense che gioca nel ruolo di offensive tackle per i Green Bay Packers della National Football League (NFL). Fu scelto nel corso del quarto giro (109º assoluto) del Draft NFL 2013 dai Packers. Al college ha giocato a football all’Università del Colorado.

## Carriera

### Green Bay Packers
Bakhtiari fu scelto nel corso del quarto giro del Draft 2013 dai Green Bay Packers. Debuttò come professionista partendo come titolare nella settimana 1 contro i San Francisco 49ers. Nella sua stagione da rookie disputò tutte le 16 partite come titolare.
Bakhtiari rimase stabilmente titolare anche nelle stagioni successive e nel 2016 fu inserito nel Second-team All-Pro e convocato per il suo primo Pro Bowl al posto dell'infortunato Jason Peters L'anno successivo fu nuovamente inserito nel Second-team All-Pro.
Il 15 novembre 2020, Bakhtiari firmò un rinnovo quadriennale con i Packers del valore di 105,5 milioni di dollari che lo rese l'offensive lineman più pagato della storia.

## Palmarès
- Convocazioni al Pro Bowl: 3

2016, 2019, 2020
- First-team All-Pro: 2

2018, 2020
- Second-team All-Pro: 3

2016, 2017, 2019